# Pfersbach (Mutlangen)
Pfersbach ist ein Ortsteil von Mutlangen in Baden-Württemberg.

## Lage und Verkehrsanbindung
Pfersbach liegt etwa 2,5 Kilometer nordwestlich des Ortskerns von Mutlangen und ist mit der Landstraße L 1155 an den Verkehr angebunden.

## Geschichte
Die erste urkundliche Erwähnung des Ortes „Pfärispach“ führt in das Jahr 1366. Die Grundherrschaft der Ortschaft teilten sich im späten Mittelalter die Stadt Gmünd, das Dominikaner-Kloster Gmünd, das Kloster Gotteszell und die Herren von Rechberg. Außerdem existierte in früherer Zeit die Burg Pfersbach, über deren Geschichte ist jedoch nur wenig bekannt. Sicher ist, dass Teile der Burg (ein Turm) noch am Ende des 14. Jahrhunderts (1393) vorhanden waren. 1450 veräußerten die Herren von Rechberg den Turm und den Burgstall an die Stadt Schwäbisch Gmünd, welche den Turm abtragen ließ.
Auch in der Neuzeit veränderte sich die Zugehörigkeit des Ortes oftmals. So gehörte er bis 1803 zur Reichsstadt Gmünd und kam mit der Gründung des Königreichs Württemberg an die Gemeinde Großdeinbach. Mit dieser gelangte der Ort am 1. März 1972 wieder an Schwäbisch Gmünd, wurde jedoch am 1. April 1973 nach Mutlangen umgemeindet.

## Kulturdenkmäler

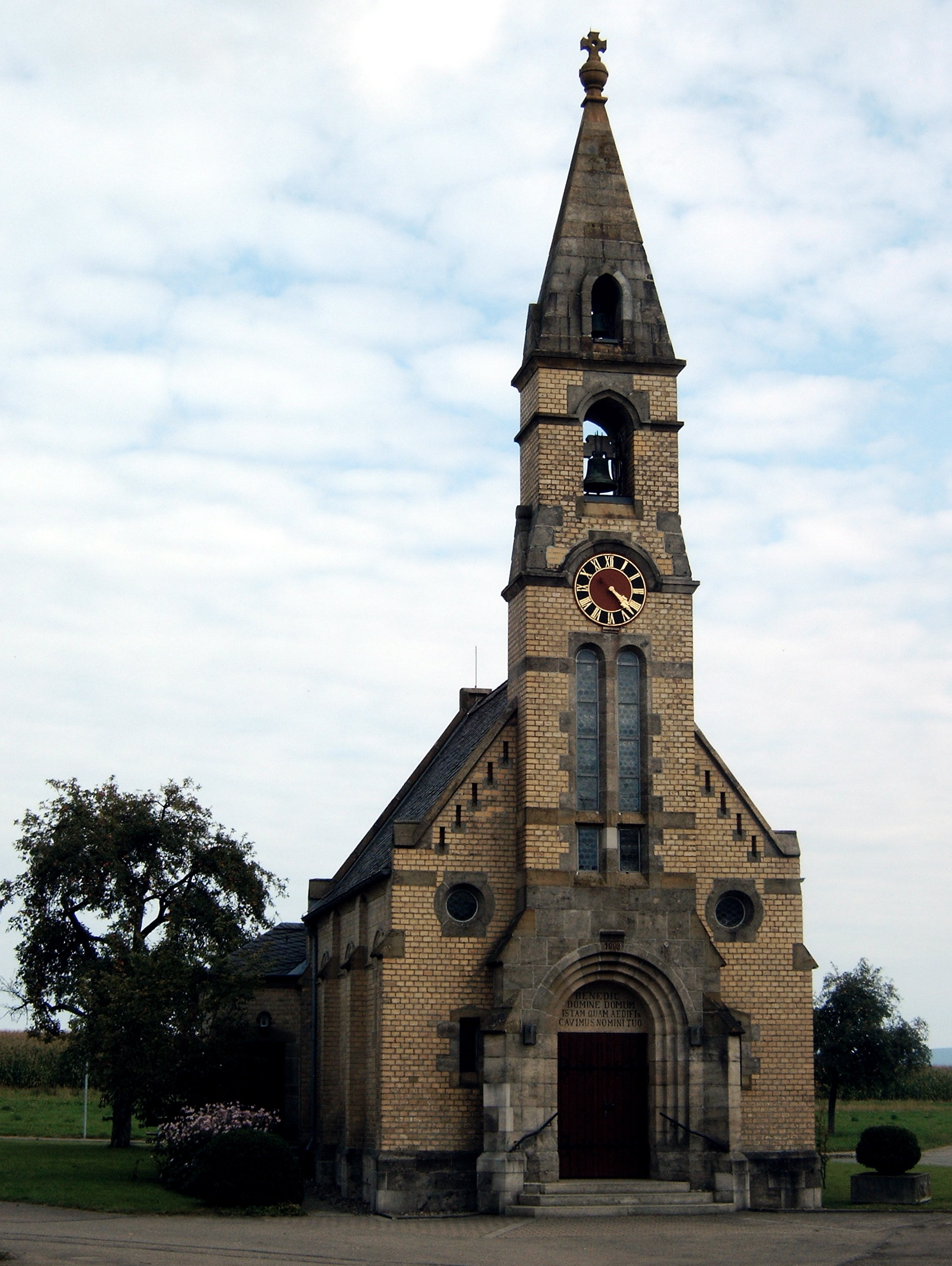
Kapelle „Zur heiligen Familie“

Als Kulturdenkmäler sind in Pfersbach die am 7. Mai 1896 eingeweihte Kapelle „Zur heiligen Familie“, ein Werksteinbau, und die abgegangene Burg Pfersbach eingetragen.

## Vereine
- Musikverein Pfersbach e. V.[1]

## Persönlichkeiten
- Anja Jantschik (1969–2024), Journalistin und Krimi-Schriftstellerin, wohnte in Pfersbach.